# RAD750

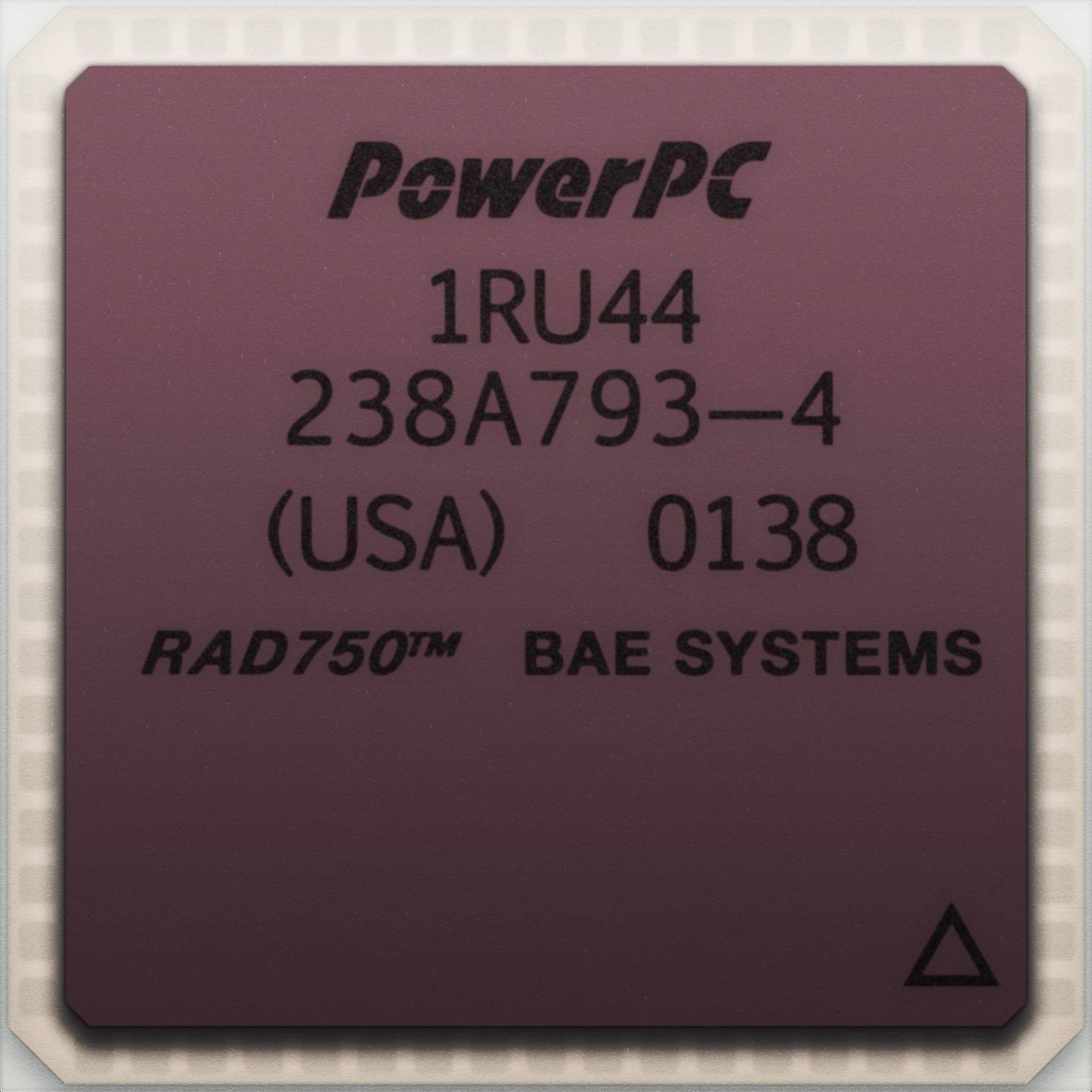
De RAD750.

De RAD750 is een stralingsbestendige microcomputer, gebaseerd op de Motorola/Freescale's PowerPC 750. Het is de opvolger van de RAD6000 en wordt geproduceerd door BAE Systems. Hij is bedoeld voor gebruik onder hoge ioniserende straling, zoals aan boord van satellieten en ruimtevaartuigen. De RAD750 werd in 2001 uitgebracht. 

## Technische details
De RAD750 heeft 10,4 miljoen CMOS transistors, bijna tien keer zoveel als zijn voorganger. Hij wordt gemaakt met behulp van 250 nm fotolithografie en heeft een oppervlakte van 130 mm², bij een kloksnelheid van 133–166 MHz en kan tot 300 MIPS aan, of meer met een grotere cache.
De computer kan 20.000 kGy verwerken bij temperaturen tussen –55°C en 125°C. 
De functies van de RAD750 zijn compatibel met de standaard PowerPC 750, alleen hangt aan de RAD750 een prijskaartje van meer dan US$ 200.000.